# Atletismo nos Jogos Olímpicos de Verão da Juventude de 2010 - 400 m feminino
As provas dos 400m feminino do atletismo nos Jogos Olímpicos de Verão da Juventude de 2010 foram realizadas nos dias 17 (qualificatória) e 21 de agosto (finais), no Estádio Bishan, em Cingapura. 27 atletas estavam inscritas neste evento.

## Medalhistas
| Ouro   | USA Robin Reynolds    |
| Prata  | ROM Bianca Razor      |
| Bronze | NGR Bukola Abogunloko |

## Eliminatórias

### Eliminatória 1
| Pos. | Raia | Nome                   | País                                | Tempo   | Notas           | Final |
| ---- | ---- | ---------------------- | ----------------------------------- | ------- | --------------- | ----- |
| 1    | 4    | Robin Reynolds         | USA Estados Unidos                  | 53.21   |                 | A     |
| 2    | 3    | Rashan Brown           | BAH Bahamas                         | 54.09   |                 | A     |
| 3    | 6    | Yaneth Largacha        | COL Colômbia                        | 57.44   |                 | B     |
| 4    | 5    | Nickhelia John         | GRN Granada                         | 59.97   |                 | C     |
| 5    | 2    | Michidmaa Khatanbuuvei | MGL Mongólia                        | 1:11.69 |                 | D     |
| 6    | 8    | Reloliza Saimon        | FSM Estados Federados da Micronésia | 1:12.41 |                 | D     |
|      | 7    | Halima Nakayi          | UGA Uganda                          |         | Desclassificada | D     |

### Eliminatória 2
| Pos. | Raia | Nome                 | País              | Tempo   | Notas         | Final |
| ---- | ---- | -------------------- | ----------------- | ------- | ------------- | ----- |
| 1    | 3    | Bianca Razor         | ROM Romênia       | 53.89   |               | A     |
| 2    | 6    | Izelle Neuhoff       | RSA África do Sul | 55.01   |               | A     |
| 3    | 5    | Olivia James         | JAM Jamaica       | 55.05   |               | A     |
| 4    | 4    | Elina Mikhina        | KAZ Cazaquistão   | 58.76   |               | C     |
| 5    | 8    | Tabique Lockhart     | DMA Dominica      | 58.76   |               | C     |
| 6    | 2    | Loth Toni            | BEN Benim         | 1:01.89 |               | C     |
|      | 7    | Hani Abdirahman Muse | SOM Somália       |         | Não completou | D     |

### Eliminatória 3
| Pos. | Raia | Nome                     | País                  | Tempo   | Notas | Final |
| ---- | ---- | ------------------------ | --------------------- | ------- | ----- | ----- |
| 1    | 5    | Katherine Reid           | CAN Canadá            | 54.54   |       | A     |
| 2    | 6    | Sonja Mosler             | GER Alemanha          | 54.86   |       | A     |
| 3    | 4    | Katarina Ilić            | SRB Sérvia            | 56.41   |       | B     |
| 4    | 3    | Kemesha Spann            | TRI Trinidad e Tobago | 57.57   |       | B     |
| 5    | 8    | Mariama Kadijatu         | SLE Serra Leoa        | 1:00.26 |       | C     |
| 6    | 7    | Wendy Enn                | SIN Singapura         | 1:02.74 |       | C     |
| 7    | 2    | Jenili Hilário Rodrigues | AND Andorra           | 1:06.91 |       | D     |

### Eliminatória 4
| Pos. | Raia | Nome                     | País             | Tempo   | Notas | Final |
| ---- | ---- | ------------------------ | ---------------- | ------- | ----- | ----- |
| 1    | 3    | Bukola Abogunloko        | NGR Nigéria      | 53.06   |       | A     |
| 2    | 4    | Romana Tea Kirinić       | CRO Croácia      | 55.08   |       | B     |
| 3    | 6    | Victoria Ohuruogu        | GBR Grã-Bretanha | 55.56   |       | B     |
| 4    | 2    | Frédérique Hansen        | LUX Luxemburgo   | 56.34   |       | B     |
| 5    | 5    | Tsiatengy Razafindrakoto | MAD Madagascar   | 57.94   |       | B     |
| 6    | 7    | Manisha Adhikari         | NEP Nepal        | 1:03.49 |       | D     |

## Finais

### Final D
| Pos. | Raia | Nome                     | País                                | Tempo   | Notas           |
| ---- | ---- | ------------------------ | ----------------------------------- | ------- | --------------- |
| 1    | 4    | Jenili Hilário Rodrigues | AND Andorra                         | 1:06.63 |                 |
| 2    | 3    | Reloliza Saimon          | FSM Estados Federados da Micronésia | 1:07.12 |                 |
|      | 6    | Michidmaa Khatanbuuvei   | MGL Mongólia                        |         | Desclassificada |
|      | 2    | Halima Nakayi            | UGA Uganda                          |         | Desclassificada |
|      | 7    | Hani Abdirahman Muse     | SOM Somália                         |         | Não largou      |
|      | 5    | Manisha Adhikari         | NEP Nepal                           |         | Não largou      |

### Final C
| Pos. | Raia | Nome             | País            | Tempo   | Notas           |
| ---- | ---- | ---------------- | --------------- | ------- | --------------- |
| 1    | 6    | Nickhelia John   | GRN Granada     | 57.31   |                 |
| 2    | 4    | Elina Mikhina    | KAZ Cazaquistão | 58.11   |                 |
| 3    | 5    | Mariama Kadijatu | SLE Serra Leoa  | 58.56   |                 |
| 4    | 3    | Tabique Lockhart | DMA Dominica    | 59.44   |                 |
| 5    | 2    | Wendy Enn        | SIN Singapura   | 1:02.43 |                 |
|      | 7    | Loth Toni        | BEN Benim       |         | Desclassificada |

### Final B
| Pos. | Raia | Nome                     | País                  | Tempo | Notas |
| ---- | ---- | ------------------------ | --------------------- | ----- | ----- |
| 1    | 5    | Romana Tea Kirinić       | CRO Croácia           | 55.59 |       |
| 2    | 4    | Katarina Ilić            | SRB Sérvia            | 55.77 |       |
| 3    | 3    | Victoria Ohuruogu        | GBR Grã-Bretanha      | 55.99 |       |
| 4    | 6    | Frédérique Hansen        | LUX Luxemburgo        | 56.35 |       |
| 5    | 8    | Yaneth Largacha          | COL Colômbia          | 56.43 |       |
| 6    | 7    | Kemesha Spann            | TRI Trinidad e Tobago | 57.07 |       |
| 7    | 2    | Tsiatengy Razafindrakoto | MAD Madagascar        | 58.53 |       |

### Final A
| Pos.              | Raia | Nome              | País               | Tempo | Notas |
| ----------------- | ---- | ----------------- | ------------------ | ----- | ----- |
| Medalha de ouro   | 6    | Robin Reynolds    | USA Estados Unidos | 52.57 |       |
| Medalha de prata  | 4    | Bianca Razor      | ROM Romênia        | 53.10 |       |
| Medalha de bronze | 3    | Bukola Abogunloko | NGR Nigéria        | 53.47 |       |
| 4                 | 5    | Rashan Brown      | BAH Bahamas        | 53.63 |       |
| 5                 | 7    | Katherine Reid    | CAN Canadá         | 53.69 |       |
| 6                 | 2    | Olivia James      | JAM Jamaica        | 54.14 |       |
| 7                 | 8    | Sonja Mosler      | GER Alemanha       | 55.20 |       |
| 8                 | 1    | Izelle Neuhoff    | RSA África do Sul  | 56.27 |       |